# Panoráma (műsor)
A Panoráma a Magyar Televízió külpolitikai magazinműsora volt 1981-től. Számos újdonságot nyújtott kezdetben, akkoriban főműsoridőben vetítették.  A műsor végül 2010-ben megszűnt.

## A műsor
Többek között olyan egyedi felvételeket szereztek meg a szerkesztők, mint a Ceauşescu-per, illetve sokszor első kézből tudósítottak a délszláv háborúból, oknyomozást is folytattak, ami által igen nézetté vált a műsor. Igen neves tudósítók dolgoztak a műsorban, Chrudinák Alajos, Sugár András és Baló György, valamint Járai Judit. A Panorámának nagyon jellegzetes intrója és zenéje volt, amit milliók ismertek fel. Az évtizedekig futó főcímzene a nyugat-berlini Tangerine Dream nevű zenekar Choronzon című száma volt.

## Emlékezetes Panoráma interjúk
Jasszer Arafat, Menáhem Begin, Simon Peresz, Ariel Saron, Abba Ebán, Éhúd Olmert, Joszi Száríd, Jichak Rabin, Hailé Szelasszié, Mohamed Reza Pahlavi, Moammer Kadhafi, Akbar Hásemi Rafszandzsáni, Szervátiusz Tibor, Václav Havel, Alexander Dubček, Tőkés László, Makovecz Imre, Csoóri Sándor, Sütő András, Antall József, Kazem Shariat-Madari (1979)

## Külső hivatkozások
- Panoráma főcím 1981-1994
- A Panoráma újabb és régebbi főcíme
- A teljes zene a YouTube videómegosztó portálon